# Enrens i Trepadús
Enrens i Trepadús és un enclavament del municipi de Tremp, antigament del d'Espluga de Serra, que el 1812 havia estat declarat ajuntament. Fa un total de 9,729305 km² i està envoltat quasi totalment pel terme municipal del Pont de Suert, excepte pel costat de ponent, on toca el terme de Sopeira, tots dos de l'Alta Ribagorça, però el darrer d'administració aragonesa.
En efecte, entre 1812, arran de l'aplicació de la Constitució de Cadis, el poble d'Enrens i la quadra de Trepadús formaren ajuntament, que desaparegué en una data encara indeterminada anterior al 1847, ja que el nombre de veïns (caps de família) era només de 2, i així no podia mantenir la independència municipal. En un primer moment s'uní a Casterner de les Olles, i el febrer del 1847 aquest altre ajuntament s'agregà al d'Espluga de Serra, juntament amb Aulàs, Castellet, Llastarri, els Masos de Tamúrcia i la Torre de Tamúrcia.
Geogràficament pertany a l'Alta Ribagorça, tot i que administrativament forma part del Pallars Jussà pel fet de pertànyer al terme municipal de Tremp. En la proposta derivada de l'Informe Roca, aquest enclavament havia de deixar de ser-ho, atès que se l'havia d'agregar al Pont de Suert, juntament amb els dos antics termes de la Terreta: Espluga de Serra i Sapeira.
El territori d'Enrens i Trepadús està format per, bàsicament, tres valls molt pronunciades, la del barranc des Escataus i els seus barrancs subsidiaris (barranc dels Pratussos i Canal de l'Astor), que domina tot el costat occidental, a ponent del Tossal de Trepadús, la del barranc de Trepadús, també a ponent del Tossal i de la casa de Trepadús, però en posició central dins de l'enclavament, i la del barranc de Palomera i els seus afluents (barranc de Cantallops, barranc del Castell, barranc de la Cirera i barranc de la Rourera), que marquen tot el territori oriental, respecte del Tossal de Trepadús.
Muntanyes de força alçada emmarquen aquestes valls. Al nord, tot el conjunt de la Faiada de Malpàs, que assoleix els 1.698,8 m. alt. Al sud, la Serra d'Escanadasi, o l'Esquena d'Ase, i el Serrat de Curan, entre els 1.350 i els 1.415 m. alt. A llevant, el serrat del Comunal de Viu, que supera els 1.550 m. alt., i a ponent, el pas per on davallen els barrancs esmentats cap a la Noguera Ribagorçana, al Pantà d'Escales, una de les cues del qual penetra dins d'Enrens i Trepadús.
La part central estava dominada pel Tossal de Trepadús, amb la casa del mateix nom, que havia estat possessió del monestir de Santa Maria d'Alaó i quadra, i la part nord per l'antic poble, ara del tot desaparegut, d'Enrens, del qual només queden restes del castell i vestigis de l'antiga església.